# Кадетски корпус
Кадетският корпус е (основно до средно) военно училище с пълен пансион.
Учениците в него се наричат кадети. Випускници на кадетски средни училища се приемали не само във военни училища, но и във висши училища с предимство, вкл. без изпити.

## История
Първите кадетски корпуси се появяват в Прусия през 1653 г., когато великият курфюрст учредява първата кадетска школа, в която деца на благородници трябва да носят военна служба.
През 1716 г. крал Фридрих Вилхелм I формира в Берлин рота от кадети, назначавайки за неин началник своя 4-годишен син - бъдещия пълководец и император Фридрих Велики.
По указ на руския император Петър Велики от 1721 г. в кадетския корпус приемали деца на възраст 7 години, а при навършване на 15 години ги зачислявали в армията. Курсовете, които били организирани според възрастта на кадетите, са образували роти.
В началото на 20 век собствени кадетски корпуси имат Русия, Германия, Япония и Черна гора, а училища от кадетски тип – практически всички развити страни по света.